# Hypnites brownii
Hypnites brownii là một loài Rêu trong họ Amblystegiaceae. Loài này được (W.C.G. Kirchn.) N.G. Mill. mô tả khoa học đầu tiên năm 1980.